# Nicolaas Rommel

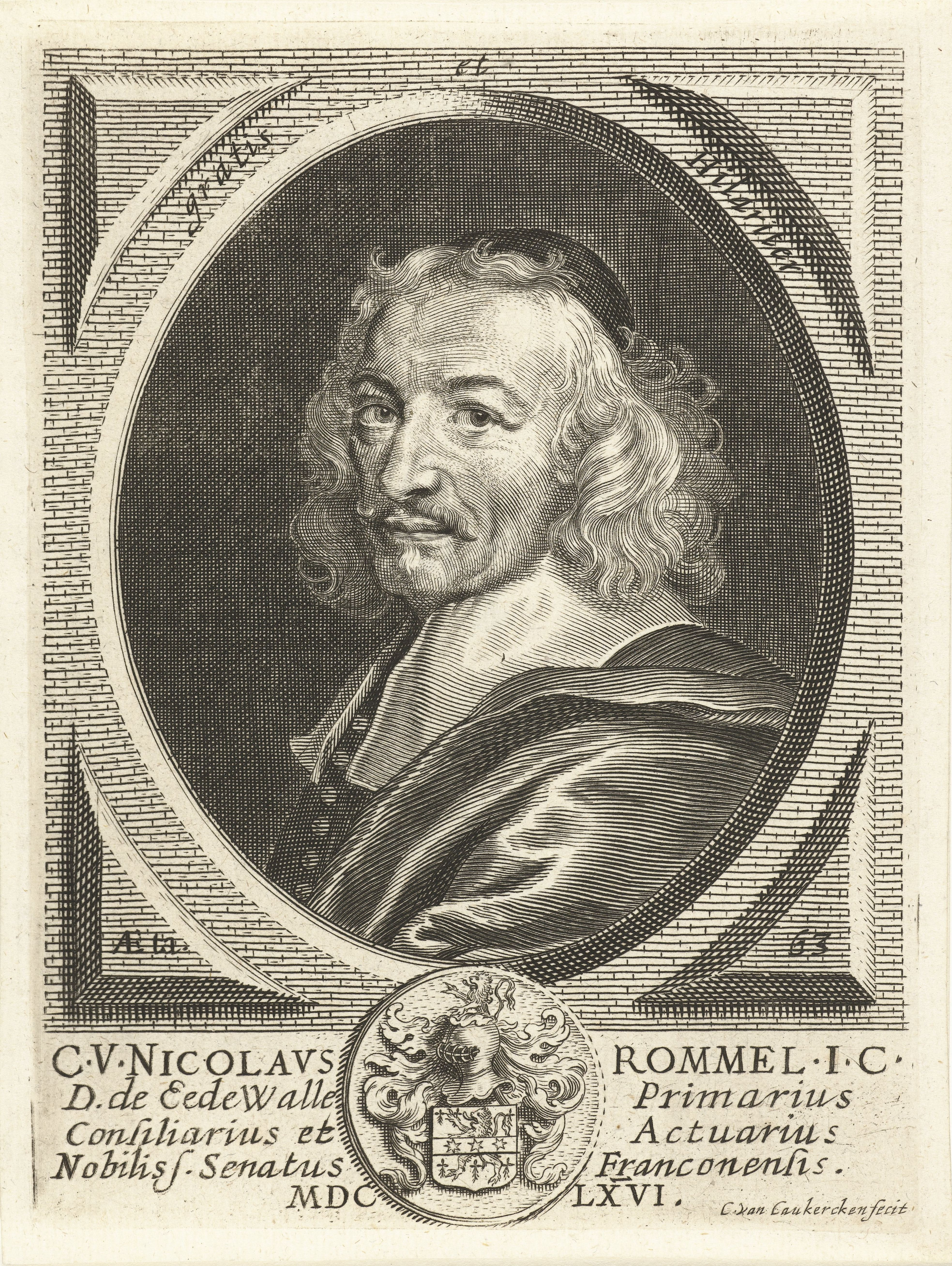
Nicolaas Rommel

Nicolaas Rommel of Nicolaus Rommel (Brugge, 23 oktober 1603 - aldaar, 13 augustus 1669) was een zeventiende-eeuwse rechtsgeleerde, in dienst van het Brugse Vrije.

## Levensloop
Nicolaas Rommel was een zoon van Remi Rommel (†1641), licentiaat in de rechten, en van Anna Hellin (†1644). Hij was een kleinzoon van de jurist-consult Jan Rommel (ca. 1542-1628). Hij trouwde in 1630 in de Brugse Jeruzalemkerk met Maria De Schildere (1604-1678). Ze kregen zes kinderen:
- Nicolaas Rommel (1645-1728), heer van Melle en Corduanshove, x Isabelle van Steenbergen,
- Jan Rommel (†1667), vrijgezel,
- Remi Rommel (†1714), prior van de Eekhoutabdij,
- Marie-Ferdinande Rommel (†1715) x Josse van Heurne,
- Anne Rommel (†1658) x Henri Audejans,
- Jeanne-Marie Rommel (†1664), vrijgezel.

Het gezin woonde in de Nieuwstraat, naast het Hof van Beveren.
Zoals zijn grootvader en zijn vader studeerde Nicolaas de rechten, waarschijnlijk aan de Universiteit Leuven. In 1630 werd hij griffier bij de proosdij Sint-Donaas, een ambt dat vanaf 1588 bekleed was door zijn grootvader Jan Rommel. De voornaamste opdracht bestond erin de verklaringen en arresten van de bisschop te redigeren. Hij vervulde dit ambt tot in 1638 en werd toen voor zijn goede diensten bedankt met twee zilveren kandelaars.
In november 1638 werd hij ambtenaar in dienst van het Brugse Vrije. Hij werd er advocaat, pensionaris, griffier en actuaris. Zijn voornaamste activiteiten waren:
- het herstellen van de belastinginning op het door de Tachtigjarige Oorlog geteisterde platteland,
- de bouw van de 'weeskamer' in het landhuis van het Brugse Vrije.

Rommel bracht talrijke adviezen en commentaren uit op het gangbare recht, meer bepaald op het gewoonterecht dat geldig was in het Brugse Vrije. Hij schreef die neer in zijn 'Commentarii'.
Bij het einde van de Tachtigjarige Oorlog, bezegeld door de Vrede van Münster (1648), werd door het Spaanse hof op Rommel beroep gedaan om mee de onderhandelingen te voeren over het vaststellen van de grenzen met de Noordelijke Provinciën. Het werden langdurige onderhandelingen, die pas in 1664 werden afgerond en werden bevestigd in een Verdrag tussen Spanje en de Nederlandse Provincies. Deze grensafbakening is, op details na, tot op vandaag geldig gebleven.
Hij was ook een tuin- en bloemenliefhebber en behoorde in 1651 tot de twaalf stichters van de bloemen minnende Confrérie van de Heilige Dorothea.
In 1663 verwierf hij de heerlijkheid Eedewalle binnen de parochies Kortemark en Handzame.

## Publicaties
- Commentarii in Comitatus Flandriae, onuitgegeven, bewaard in Brussel, Koninklijke Bibliotheek.
- Déduction et vérification au sujet du règlement des limites de Flandre au quartier du Franc, onuitgegeven.
- Nomina virorum factis vel scriptis illustrium, qui in Bruges vel in Franconati nati vixerunt vel sepulti suntof: Het leven van merkwaardige mannen uit Brugge en  het Brugse Vrije. Dit uitgebreid biografisch woordenboek, geïllustreerd met talrijke portretten, was nog niet klaar toen Rommel overleed en is verdwenen, behalve de illustraties die door Patrice Beaucourt de Noortvelde werden overgenomen.